# Significat
El significat, en semiòtica i lingüística, és el contingut conceptual associat al significant (element perceptual); la unió de tots dos (indissoluble segons Jakobson i Husserl) configura el signe, i en gramàtica el signe lingüístic (monema, mot, etc.). El significat és diferent del referent (o designat) que és l'objecte de la realitat al qual es refereix el signe.
És l'objecte d'estudi de la semàntica i de la filosofia del llenguatge, però també interessa a la lexicografia o a la psicologia.

## El concepte de significat
El significat és allò que vol dir un signe, usualment lingüístic, o un símbol en sentit més ampli. Existeix un problema epistemològic i metodològic per a definir el significat, i és que es cau en la circularitat: cal definir què significa significar, incomplint la llei bàsica de tota definició: no usar la mateixa paraula definida. Per aquest motiu, des de la filosofia del llenguatge, a vegades s'ha intentat definir el significat segons un conjunt de condicions de veritat i no per aquest mateix.
Intuïtivament, s'associa el significat al contingut mental que es relaciona amb un referent extern; el mot activa una idea al cervell que substitueix l'objecte o concepte del món real i permet la comunicació sense haver d'assenyalar i estar present allò representat (una de les diferències amb els sistemes de comunicació animal, que possibilita parlar de temps pretèrits, futurs o possibles i d'operar amb la imaginació).
Aquesta idea mental pot ser entesa com una abstracció (conceptualistes) o com una icona que té semblança amb la realitat (nominalistes). Segons els defensors del relativisme lingüístic, aquesta idea es forma segons la llengua concreta que aprengui el subjecte, fet que explicaria la diferent percepció del món i categorització en funció de l'idioma emprat. Per contra, altres autors com Noam Chomsky suggereixen que el significat és universal, respon a un pensament humà que representa el món mitjançant idees i aquestes es poden comunicar usant diferents llengües, mitjançant transformacions i paràfrasis.
Jerry Fodor, per la seva banda, considera que el significat és el que activa un estat de la ment; no és una imatge de la realitat (ja que les imatges necessiten també interpretació i es cauria de nou en un cercle viciós explicatiu), sinó un estímul per al cervell.
Des de la pragmàtica, s'assegura que el significat com a element aïllat no existeix, sinó que és l'ús de les paraules i expressions el que conforma el sentit d'aquestes; per tant, és una propietat que sorgeix del context i es lliga a la intencionalitat dels parlants (Paul Grice).

## Característiques del significat
El significat pot ser entès com un concepte unitari, global, que s'aplica a un referent, o bé com un conjunt de trets, similars als morfemes d'un mot. La primera postura té en contra que no explica mecanismes com la derivació o les relacions entre paraules, mentre que la segona és incompleta perquè hi ha nocions que són més complexes que la suma de les seves parts.
El significat és convencional, com ja afirmava Plató en el diàleg Cràtil: no hi ha una relació de motivació o necessitat entre el referent i la manera com es designa (una taula podria haver-se dit "cadira", ja que no hi ha res en el concepte "taula" que obligui a usar aquest mot per representar-la), com demostra el fet que la paraula canvia segons la llengua emprada. Una excepció seria l'onomatopeia. Un cop fixat el signe amb un significat concret, però, roman inalterable per a permetre la comunicació. Això no implica, tanmateix, que el significat sigui exactament idèntic per a tots els parlants d'una llengua, perquè el sentit d'un mot es divideix en denotació o significat objectiu, que permet entendre els missatges aliens, i la connotació o trets subjectius associats al significat segons l'experiència prèvia.
Louis Hjelmslev pensava que el significat actua dividint el contingut en fragments: no hi ha fronteres nítides entre els colors, per exemple, però es decideix que a partir d'un cert to s'empra una altra paraula per referir-s'hi (les fronteres canviants expliquen les diferències entre llengües). Aquesta idea s'anticipa als postulats de la lingüística cognitiva, que estudia com aquestes fronteres s'estableixen en la ment en forma de categories interrelacionades.

## Segons Coșeriu: significat, sentit i designació
El lingüista Eugen Coșeriu estableix una distinció entre tres conceptes interrelacionats, però no idèntics. Per designació, entenem "tant la referència a la realitat (la cosa, el fet) o la situació extralingüística, com aquesta mateixa realitat o situació pensada o designada per un signe o una construcció […] de la llengua". Per dir-ho d'una altra manera, la designació és "allò a què ens referim". Per contra, el sentit és "què volem dir" o "el contingut corresponent a la intenció o la finalitat d'un discurs o d'un fragment de discurs". D'altra banda, i tornant al significat pròpiament, aquest ens indicaria "què diem i com ho diem". Expressat en altres paraules: el "conjunt dels signes i de les construccions d'una llengua que depèn de les oposicions semàntiques establertes dins d'aquesta llengua".